# Michel Carmona
Pour les articles homonymes, voir Carmona.
Michel Carmona, né en 1940 au Caire, dans la communauté chrétienne d'Égypte, est un historien, géographe et urbaniste français.

## Biographie
Michel Carmona est l’aîné d’une fratrie de sept frères et sœurs. Originaire d’Égypte, sa famille obtient la naturalisation française après l’engagement du père dans les forces françaises libres. Les Carmona s'installent en France où le père de Michel Carmona devient enseignant, puis rapidement se sépare du reste de la famille. Michel Carmona conjugue réussite scolaire puis estudiantine tout en participant au soutien familial. Ancien élève de l'École normale supérieure (promotion 1958 Lettres) et agrégé d'histoire, il est titulaire d'un doctorat ès lettres obtenu en 1980 à l'université Paris-Sorbonne avec une thèse sur le Grand Paris préparée sous la direction de Jean Bastié. Il enseigne la géographie à l’institut de Géographie de la Sorbonne.
Il mène avec succès une carrière universitaire. En 1987, il est nommé titulaire de la chaire d’aménagement et urbanisme de l'université Paris IV. Il dirige l’Institut d’urbanisme et d’aménagement de la Sorbonne de 2000 à 2009 et est membre de l’École doctorale de géographie de Paris (E.d. Paris-Sorbonne)
Il est fait docteur honoris causa de l’université de Debrecen en Hongrie le 4 juin 2005. Personnalité médiatique, il est l’auteur d’un ouvrage d’art sur Georges Eugène Haussmann (paru en 2012) et intervient régulièrement dans des émissions télévisées consacrées à l’histoire.
En dehors de ses activités universitaires, il collabora avec la DATAR et devint un proche de Paul Delouvrier. Dans ce contexte, il eut vent de malversations gravitant autour de Charles Pasqua et s’éloigna aussitôt de ce milieu.
Michel Carmona a dirigé une dizaine de thèses au sein de l’université Paris-Sorbonne.

## Publications
- Marie de Médicis, Paris, Éditions Fayard, 1981, 635 p.  (ISBN 978-2213010441), Prix Eugène-Piccard de l'Académie française
- Richelieu : l'ambition et le pouvoir, Paris, Éditions Fayard, 1983, 783 p.  (ISBN 978-2213012742), prix Marie-Eugène Simon-Henri-Martin de l’Académie française en 1984.
- Le Mobilier urbain, Paris, PUF, coll. « Que sais-je ? », 1985, 127 p.  (ISBN 978-2130383840)
- La Vie quotidienne au siècle de Richelieu, Paris, Éditions Hachette, 1986, 156 p.  (ISBN 978-2010107030)
- Une affaire d'inceste : Julien et Marguerite de Ravalet, Paris, Éditions Perrin, 1987, 191 p.  (ISBN 978-2262004606)
- Les Diables de Loudun, Paris, Éditions Fayard, 1988, 391 p.  (ISBN 978-2213020785)
- La France de Richelieu, Paris, Éditions Fayard, 1998, 463 p.  (ISBN 978-2213013466)
- Le Grand Paris : évolution de l'idée d'aménagement de la région parisienne, 2 volumes, Bagneux, 1979, 703 + 336
- Haussmann, Paris, Éditions Fayard, 2000, 647 p.  (ISBN 978-2213606378)
- Tramway, le coût d'une mode, Dir., Orléans, France, Éditions Paradigme, coll. « Transports et communications », 2001, 200 p.  (ISBN 978-2868782205)
- Gustave Eiffel, Paris, Éditions Fayard, 2002, 450 p.  (ISBN 978-2213612041)
- Le Louvre et les Tuileries : Huit siècles d'histoire, Paris, Éditions de la Martinière, 2004, 424 p.  (ISBN 978-2846751476)
- Morny : Le vice-Empereur, Paris, Éditions Fayard, 2005, 513 p.  (ISBN 978-2213624150)
- Sœur Jeanne des Anges : Diabolique ou sainte au temps de Richelieu ?, Bruxelles, Belgique, André Versaille éditeur, coll. « Des femmes dans l'Histoire », 2011, 336 p.  (ISBN 978-2874951381)
- Paris : L'histoire d'une capitale de Lutèce au grand Paris, Paris, Éditions de la Martinière, « Hors collection », 2011, 279 p.  (ISBN 978-2732444130)

- Prix Haussmann 2012
- Port-Royal, Paris, Éditions Fayard, 2018, 494 p.  (ISBN 978-2-213-70157-8)